# Марія-Христина Бурбон-Сицилійська
Марія-Христина Бурбон-Сицилійська (27 квітня 1806 — 22 серпня 1878) — мати королеви Іспанії Ізабели II, регентка у 1833—1840 роках, донька Франциска I, короля Обох Сицилій.

## Життєпис
Стала ініціатором оприлюднення Прагматичної санкції, яку прийняли кортеси ще в 1789 році. Ще викликало спротив брата Фердинанда — дона Карлоса. Цей документ запроваджував повернення до старих іспанських правових відносин. Після смерті Фернандо VII та проголошення королевою доньки Фердинанда — Ізабелли дон Карлос розпочав війну за іспанський трон.
Крім цього, Марії-Христини довелося стикнутися з внутрішніми проблема. Внаслідок цього головою уряду було призначено поміркованого ліберала Франсіско Мартінеса де ла Роза. У 1833 році вийшов Королівський Статут, який впроваджував в Іспанії конституційну монархію. Корона мала право законодавчої ініціативи, але міністри були відповідальними перед парламентом. Завдяки високому майновому цензу представництво у парламенті було обмежено багатими людьми.
Консервативні великі держави: Австрія, Пруссія, Росія відмовили у підтримці Ізабели II та її матері. Підтримку надали Франція та Велика Британія. Було сформовано четверний союз (Іспанія, Португалія. Англія, Франція) на противагу Священному союзу. У 1839 році Марія-Христина підписала Громадський закон поміркованих, який шляхом посилення централізації та підвищення майнового цензу повинен був назавжди не допустити представників міських, середнього класу верств населення. Але проти цього виступив популярний генерал Балдомеро Еспатерос. Марія-Христина була відсторонена від влади (під загрозою розголошення її морганатичного шлюбу з унтер-офіцером королівської лейб-гвардії Фернандо Муньосом) та відправлена у французьке вигнання.

## Родина
Чоловік — король Іспанії Фердинанд VII
Діти:
- Ізабела (1830—1904)
- Марія Луїза (1832—1897) — інфанта Іспанська, дружина Антона II Монпасьє.